# Bedford TA
Dieser Artikel wurde auf der  Qualitätssicherungsseite des Portals Auto und Motorrad eingetragen. 
Bitte hilf mit, ihn zu verbessern, und beteilige dich an der Diskussion. (+)
Der Bedford TA war ein leichter Lkw, den Bedford herstellte.

## Geschichte

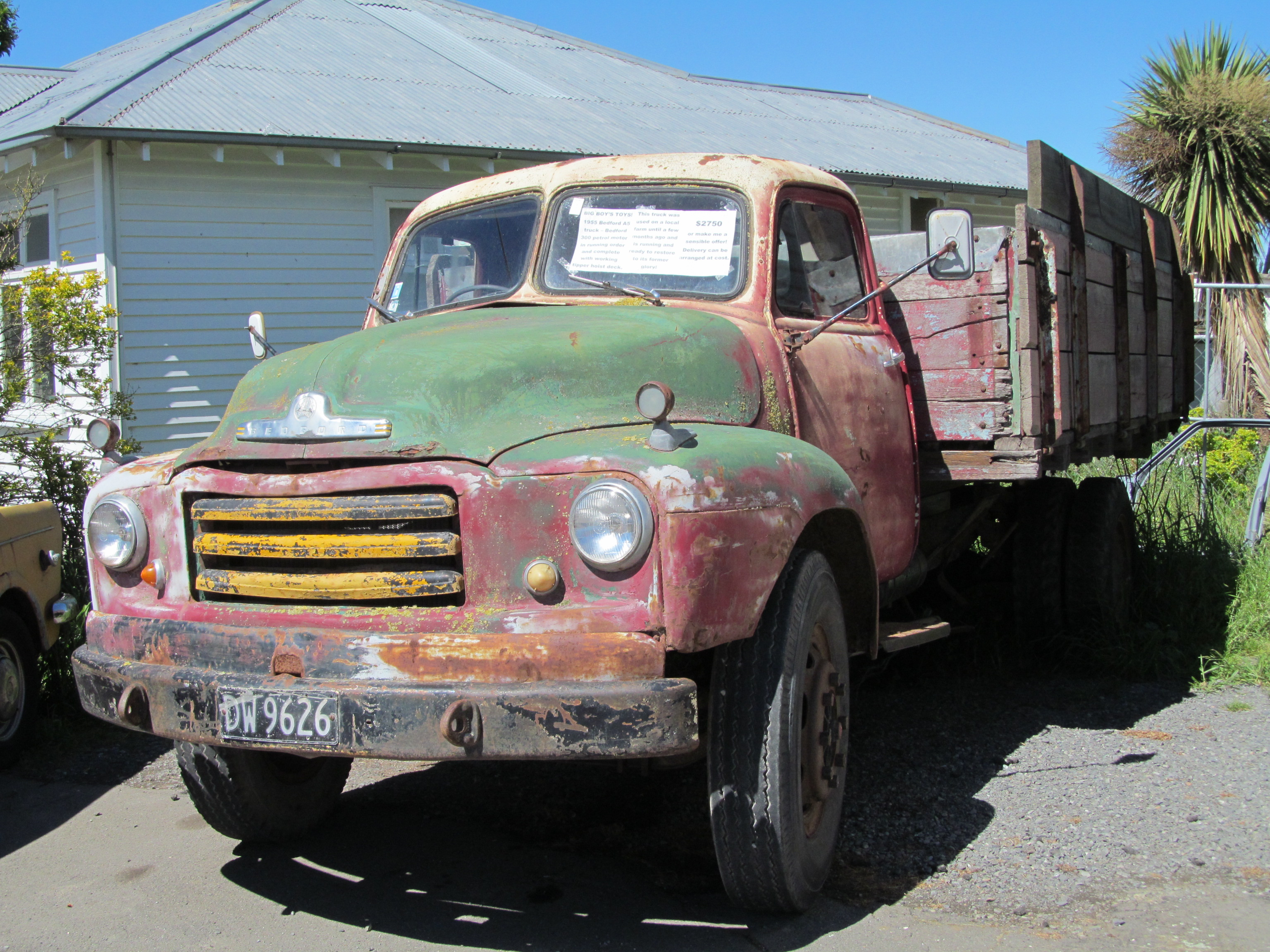
Bedford TA Plattform-Servicewagen

Der 1953 eingeführte TA ähnelte im Aussehen dem zeitgenössischen Opel Blitz, die beide stilistisch auf den amerikanischen Lastwagen von Chevrolet Advance Design basierten, da GM diese Modelle gemeinsam entwarf. Er war mit einem 6-Zylinder-Motor erhältlich, der auf dem Chevrolet-Entwurf aus der gleichen Zeit basierte.
Seit 1957 wurde der TA als TD modernisiert und erhielt eine andere Frontpartie und einen stärkeren Motor. 1958 erhielt der Lastwagen einen neuen Index in Übereinstimmung mit neueren Modellen und wurde in Bedford TJ umbenannt. Die TA- und später die TD-Reihe wurden in verschiedene Länder wie Australien, Neuseeland, Hongkong, einen Großteil Europas, Dänemark, Malta, Afrika, Brasilien und Zypern exportiert und/oder hergestellt.

## Modelle
- A1
- A2
- A3
- A4
- A5
- A6

## Produktion
Rund 150.000 dieser Lkw wurden produziert.